# 黄克功

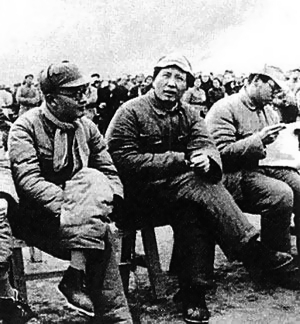
毛泽东与黄克功在一起

黄克功（1911年—1937年10月11日），男，江西南康唐江学田村人，中国工农红军将领。

## 生平
1927年参加革命，1930年参加中国工农红军，1930年入党。历任排长、连长、营政治教导营、师政治部宣传科长。1934年6月15日红军总政治部的机关报《红星报》在显要位置刊发黄克功写的题为《巩固红军的模范连——十个月没有一个逃跑的》文章，描述了一个被上级授予模范连的队伍，落实果断、效果显著，奋发拼搏、无畏前行，善打硬仗，敢打恶仗的动人事迹，更重要的是把近一年没有出逃兵这件事重点突出。长征时接替升任晋升为红一军团第4师政治部副主任兼组织科长的王平任红四师第十一团政委，参加了二渡赤水时著名的娄山关之战。长征到达陕北后，抗日军政大学第二期第15队队长。1937年9月陕北公学成立，第15队编入陕北公学，黄克功改任抗大第三期第六大队大队长。曾著《由桐梓到遵义》一文回忆娄山关之战。
1937年10月5日因向女学生刘茜逼婚未遂将后者枪杀。延安陕北公学校方接到17岁的女生刘茜一夜未归报告后，立即派人四处寻找，在延河岸边的一块大石头旁边找到尸体，身中两枪。边区保卫处接到报案后，发了通报，很快就由下面反映上来两条重大线索。一条是刘茜同宿舍的同学反映，出事前那天晚上，延安抗日军政大学第六大队大队长黄克功前去找她谈话，约她到延河岸边散步谈心。因为刘茜原来就在黄克功任队长的抗大第四大队学习，两人关系过从甚密，后来成了恋人，关系也公开化，因此黄克功约她外出谈心也并不是第一次。另一线索，就是黄克功的警卫员举报自己的首长形迹可疑。他发现首长（黄克功）天刚亮就爬上抗大六大队所在地凤凰山上的一垛高墙向城外河边眺望，给他擦枪的时候，发现他的手枪有刚发射未久的痕迹，给他洗衣服的时候，发现衣服上有新鲜血迹。警卫员感到事情重大，于是向保卫部作了汇报。
领导同志立即找黄克功谈话。这时的黄克功已经恢复了理智，承认刘茜是自己所杀，并毫无保留地从头到尾坦白了自己的杀人罪行并提出接受依法判处。经抗大副校长罗瑞卿同志向中央领导报告批准，陕甘宁边区高等法院便依法把故意杀人嫌疑人黄克功逮捕收监，准备依法审判。此事一时间在延安轰动一时，国内外一些报刊把它当成是共产党的“桃色案件”，抢先发表。
据黄的同学陈复生回忆，黄曾请他审查过刘茜的出身。黄克功自称是刘茜主动写信给他要求交往，但刘茜转到陕北公学后，二人关系转冷。刘以前的对象——一个国民党连长找到她与她谈了一些话。10月那天，黄约请刘谈话，刘无法推脱，于是悲剧便发生了。黄被捕后拒不认罪，直到陈复生与他约谈才交代。他自称是被刘“你们共产党就是一帮土匪！”的话激怒，觉得受到侮辱，就向后者开了两枪。后来出现一些流言，称黄是蓄意打了八枪，并且是奸杀等等，这些流言广为传播。
1937年10月11日陕甘宁边区高级法院刑庭在陕北公学大操场召开由抗大和陕北公学全体师生参加的公判大会。抗大、陕北公学群众选出李培南、王惠子、周一明、沈新发4人为陪审员，书记官袁平、任扶中。监察机关代表为抗大政治部主任胡耀邦。边区保安处黄佐超和边区高等法院检察官徐世奎为公诉人。中共中央总书记张闻天到会。黄克功应审判长雷经天询问，敞开衬衣，露出从臂部到腿部连着的犹如打结的老树皮的伤疤。黄克功请求，即使判他死刑，也可让他在执法队监督下死在与敌人作战的战场上。当庭判处死刑。并当庭宣读了10月10日毛泽东致边区高等法院刑庭庭长雷经天的信：

雷经天同志，
你的及黄克功的信均收阅。黄克功过去斗争历史是光荣的，今天处以极刑，我及党中央的同志都是为之惋惜的。但他犯了不容赦免的大罪，以一个共产党员红军干部而有如此卑鄙的．残忍的，失掉党的立场的，失掉革命立场的，失掉人的立场的行为，如为赦免，无以教育党，无以教育红军，无以教育革命者，并无以教育做一个普通的人，因此中央与军委便不得不根据他的罪恶行为，根据党与红军的纪律，处他以极刑。正因为黄克功不同于一个普通人，正因为他是一个多年的共产党员，是一个多年的红军，所以不能不这样办。共产党与红军，对于自己的党员与红军成员不能不执行比较一般平民更加严格的纪律。当此国家危急革命紧张之时，黄克功卑鄙无耻残忍自私至如此程度，他之处死，是他自己的行为决定的。一切共产党员，一切红军指战员，一切革命分子，都要以黄克功为前车之戒。请你在公审会上，当着黄克功及到会群众，除宣布法庭判决外，并宣布我这封信。对刘茜同志之家属，应给以安慰与抚恤。
毛泽东
1937年10月10日

审判时，黄喊了“共产党万岁！毛主席万岁！打倒国民党！”三句口号，而没有喊抗日口号。当天执行枪决后，张闻天在公审大会上做了讲话《民主、法制与共产主义的恋爱观》。

## 影响
中央苏区制定的《中华苏维埃共和国惩治反革命条例》第34条规定：“工农分子犯罪而不是领导的、或重要的犯罪行为者，得依照本条例各该条文的规定，比较地主资产阶级分子，有同等犯罪行为者，酌量减轻其处罚。”第35条规定：“凡对苏维埃有功绩的人，其犯罪行为得按照本条例各该条文的规定，减轻处罚。”
1939年1月，陕甘宁边区召开了第一届参议会，通过了《陕甘宁边区抗战时期施政纲领》，第八条规定，“厉行廉洁政治，严惩公务人员之贪污行为，禁止任何公务人员假公济私之行为，共产党员有犯法者从重治罪。同时实行俸以养廉原则”。体现了从严治党的要求。

## 影視作品
- 中国大陆电影《毛泽东与斯诺》当中，提到了黄克功的杀人案件，片中黄克功改名“王连海”，只有声音出演，遇害的刘茜没有提及全名，身份由投奔陕北的女学生变为当地农家女子。
- 中國大陸電影《黄克功案件》，由導演王放放導演，主演的有成泰燊、王凱、毛孩、黃海冰等人。黄克功由王凯饰演。
- 中国大陆电视剧《人民的名义》第27集被孙海平就陈清泉问题与为建国立功的腐败分子肖玉璧和建国初期张子善、刘青山并列引用。